# 夜が来る!
『夜が来る! -Square of the MOON-』（よるがくる スクウェア オブ ザ ムーン） は、2001年4月19日にアリスソフトから発売された18禁RPG作品。定価8500円（生産終了）。2006年5月26日に定価2800円の廉価版が発売された。また、2002年に18禁OVAがグリーンバニーより発売された。
リマスター版『夜が来る! -Square of the MOON- Remastered』が2024年4月19日にダウンロード先行販売、
2024年5月24日にパッケージ版が発売された。

## 概要
アリスソフトおなじみのダンジョン探索型。初めてボーカル曲をあてたムービーOPが用いられた作品である。アリスソフトにしては珍しく、現代日本にファンタジー要素を取り入れた世界観を舞台に、シリアスで幻想的なストーリーが展開されるが、ラブコメ要素も多くある。ダンジョンに潜って主人公を鍛えるという『ぱすてるチャイム -恋のスキルアップ-』の流れを継いだシステムとなっているが、職業という概念がなかったり、ターン制ではなく時間制であったり、防具ではなく補助アイテムを装備したりと細かい変更がなされている。時間をかけて遊べるいわゆる「やり込み」要素もあり、また、キャラクターボイスも用意されている。

## あらすじ
夜空にもうひとつの青い月「真月」が出現するとき、「光狩（ひかり）」と呼ばれる異形の魔物が人々を欲望に誘い、その心を蝕んでいく。
ある夜、光狩と光狩を討伐する人間「火者（かしゃ）」を偶然目撃した主人公は、火者の少女火倉いずみから仲間になって欲しいと頼まれる。特殊能力に目覚めた主人公は彼女の頼みを承諾し、光狩との戦いに身を投じることになる。

## 登場人物
声優名はOVA版のもの（オリジナル版のゲームキャストは非公開）/Remastered版のもの。
羽村 亮（はむら りょう）
声：落合勇人/(無し)
本作の主人公にして語り部。一人称は「俺」。私立桜水台学園の二年生で、自分を害そうとする物体の存在を察知し、そのスピードに合わせて動ける「重ね」の能力者。ただし多くの攻撃は避け切れない。使用武器は常に変化する剣「無形の剣」。
顔は影が掛かっているため不明だがまったくわからないほどではない。短く刈り込んだ茶髪に精悍な顔立ちをしており、体格もやや筋肉質。
鏡花の勧誘により天文部に入部し、いずみ達と出会い光狩と戦うため火者となる。両親が海外赴任しており、マンションで一人暮らしをしている。後に同じマンション内にマコトとキララが引っ越してくる。
退屈な日常に刺激を求めているが、努力することを面倒に思い、流されるままに日々を生きてきた。そんな中「真月」に迷い込み、光狩に殺されかけたところをいずみによって救われる。上記の能力は小さい頃から自覚していたが、小学校の頃、そのことを話した友達から「試してやる」と言われて石を一斉に投げられてケガをした過去がある。このことから周囲から嘘吐き呼ばわりされるようになり、以後は能力を隠しながら生きてきた。
火倉 いずみ（かぐら いずみ）
声：葉月ミカ/ひな葉月
亮の先輩の天文部部長で、傷を癒す「繕い」の能力者。使用武器は大鎌「カイリ」。
古より光狩と戦ってきた火者一族の、その中でも特別な赤い眼の一族の血を引く。おっとりとした性格でちょっと天然だが、戦闘になると先陣を切って指揮する。戦闘になると普段掛けている眼鏡を外す。名は無いものの記憶を消去する能力を持っている。大の辛党。
スリーサイズはB81 W60 H87。
七荻 鏡花（ななおぎ きょうか）
声：小田朋美/榊原ゆい
亮の同級生で、相手の心をある程度読むことが出来る「サトリ」の能力者。使用武器は蛇蛟「チロ」。
3年前からいずみとは知り合いで、一緒に光狩と戦ってきた。学生の傍らモデル業をやっており、CMなどにも出演していたが今は休業している。子役でアニメの声優などをしていた事もある。3年前の春前後の半年間の記憶が無い。天文部の会計を担当している。不良達から鬼姫と言われている。彼女のルートのみ、宗司と戦う事が回避される。
OVAでは、記憶が消された事を知り、いずみを攻め立てる。火者として記憶を消去された後、一時的に亮と交際している。
姉・美里の恋人であった火倉宗司に惹かれ、姉になりすまし迫ったことがある。
身長は162cm、血液型はB型、スリーサイズはB84 W58 H83。
三輪坂 真言美（みわさか まなみ）
声：柏木ひろみ/上原あおい
亮の後輩で、高位の術を扱える「言霊」の能力者。使用武器はMDを呪文書代わりに、術で戦う。
演技の練習中に亮と鏡花に出会い、演技の才を見込まれ天文部に勧誘され入部し、光狩と戦うことになった。アニメや特撮物が好きで詳しく、欠かさず観ている。感情豊かで思っていることがすぐ顔に出てしまうタイプ。亮の事が気になっている。
スリーサイズはB79 W56 H80。
祁答院 マコト（けどういん マコト）
声：吉田夏/葵時緒
亮の同級生で、桜水台学園に転入してきた。使用武器は手甲「雷穿甲」。
いずみと同じく火者一族の血を引いているが、特殊能力は無い。いずみや鏡花達とは顔見知りでいずみのことを「嬢」と呼ぶ。いずみ達と違い火群と言う組織に属しており、光狩討伐の命を受けキララと共に各地を転戦していた。
スリーサイズはB85 W61 H86。
新開 健人（しんかい たけひと）
声：仲居淳一/牛蛙キタロウ
亮の先輩で、怪力を発揮する「金剛力」の能力者。使用武器は己の肉体。
面倒見がいい性格だが少々強引なところもある。プロレスラーを目指しており日々鍛えている。天文部の部員でいずみに惚れている。
星川 翼（ほしかわ つばさ）
声：新田哲/いなりうづき
亮の同級生で、物体の破砕点を見極める「貫目」の能力者。使用武器は細身の剣「サン・テグジュペリ」。
自称二枚目のナルシストで、可愛い女の子を見るとよく口説いている。本気とも冗談ともつかぬ喋り口調のため、健人と鏡花によく怒られている。公園で絡まれていたミズキを助け、後に再会したミズキに惹かれていき親密な関係となる。OVAで、被害者から記憶を消すいずみのやり方に疑問を抱く様子が描かれている。
百瀬 壮一（ももせ そういち）
声：相川充/轟剛
亮の後輩で、特別な能力は一切持たない。使用武器は武器に装着する事で光狩への攻撃を可能にする「燐光帯」。
喧嘩をしていたところをいずみが止めに入り、亮たちと知り合う事になった。後に光狩の存在を知り、ともに戦う事を申し出て天文部に入部する。口は悪いが根は真面目でいずみに惚れている。ケーキやクッキーを作るのが得意。アニメでは原作と初登場シーンが異なり、黒髪に性格穏やかとなって登場。入部は、天文部の文化祭の出し物「星空カフェ」を手伝ってからとなっている。
キララ
声：久保ちづる/逢坂菜乃花
マコトと同居している勝気で元気な少女。亮達に容赦ないツッコミを入れる。関西弁で喋る。ある事件がきっかけでマコトと暮らすようになる。光一というボーイフレンドがいて、光一の前だと標準語になる。
火倉 宗司（かぐら そうじ）
声：神崎茂/杉崎亮
神父の格好をしているいずみの兄で、元火者で今は光狩。使用武器は空間を切ることの出来る剣。七荻美里とは家庭教師時代の教え子でもあり恋人。
いずみと同じで赤い眼をしており、火者と光狩に浅からぬ因縁がある。鏡花とマコトとは顔見知り。鏡花とのEDで再び美里の前に登場するが、短い会話を交わしたのを最後に、姿を消してしまう。
洸夜（こうや）
声：土屋英雄/出汁名歳
本作のラストボス。宗司達のリーダー格の光狩。冷酷な青年で仲間を駒低度にしか思っていない。サカキ達を光狩にした人物で、街で起きている事件の背後で暗躍している。夜の女王の復活を目論む。終盤では装置を用いて夜の女王を降臨させ｢真夜｣を引き起こそうとしたが、亮たちの奮闘によって消滅した。
OVA版では「コウヤ」。
サカキ
声：杉谷耕司/野☆球
光狩の青年。使用武器は拳銃。真面目な性格で冗談などは通じない。ミズキのことを気遣っている。婚約者がいたが殺害された過去を持つ。宗司と共に一度戦闘になるが絶対勝つ事は不可能である。
ミズキ
声：中嶋花/七種結花
光狩の少女。自分の身体を使って男を集め、光狩憑きにしている。過去に酷い苛めを受けていたが、翼と出会い彼と親密な関係になっていくうちに己の立場に疑問を感じるようになる。戦いの後は翼に保護された。
ハイジ
声：中野雄/二階堂明日郎
ビジュアルバンド「O.T.O」のヴォーカリスト。行方不明になっていたが、亮達の前に光狩として現れる。本名は拝島ツトム。街に光狩を撒いていた。OVAでは、自分を瀕死の状態にしたマコトに対し復讐するが、最後は亮に倒されてしまう。
高月 光一（たかつき こういち）
声：笹野葉月/鶴屋春人
キララのクラスメイトでボーイフレンド。父親が大津名市の市長をしている。
七荻美里（ななおぎ みさと）声：岬ゆうか/大宮若葉
鏡花の姉で火倉宗司の恋人。今は彼の元で暮らしている。妹とは正反対な性格。鏡花EDは彼女のEDともいえる内容である。3年前に、鏡花が自分に成り済まして宗司に迫った事を知り、殺意を向けたことがある。
チロ
声：水野麻美
鏡花の武器となる蛇蛟。元は光狩だったが、火者一族によって改造され光狩と戦うための武器となった。事情を知らない者の前では、鏡花のアクセサリーとなっている。エサはパンでメロンパンが好物。

## スタッフ
オリジナル版：
- シナリオ：HIRO、陣内
- キャラクター原画：Karen、桐島千夜
- 音楽：Shade
  - オープニングテーマ「A night comes !」
    - 作詞：HIRO / 作曲：Shade / 歌：豊田瀬利香

  - 挿入歌「まるちっぽ☆うにーく」
    - 作詞：HIRO / 作曲：Shade / 歌：鏡花・真言美

## OVA
グリーンバニーよりVHS・DVDで全4巻が発売された（18禁）。
- 第1夜 〜双つの月〜 （2002年4月25日発売）
- 第2夜 〜邪つの月〜 （2002年8月25日発売）
- 第3夜 〜陵の月〜 （2002年11月25日発売）
- 第4夜 〜幽の月〜 （2003年2月21日発売）

### スタッフ（OVA）
- 原作 - アリスソフト「夜が来る!」
- 企画 - 金木怪男
- 監督 - 奥野浩行
- 脚本 - 藤本ジ朗
- キャラクターデザイン・作画監督 - 山本佐和子
- 美術監督 - 荒井和浩
- 色彩設計 - 成合由紀
- 撮影監督 - 関谷能弘
- 編集 - 加門玄米
- 音響監督 - 三枝千秋
- 音楽 - アリスソフト、広瀬充寿
- プロデューサー - 太田俊秀
- アニメーション制作 - 真空間
- 製作 - 「夜が来る!」製作委員会